# Augustyn Micał
Augustyn Micał, pseud. Gustek (ur. 1912 lub 1913 w Zwięczycy koło Rzeszowa, zm. jesienią 1943 w KL Auschwitz) – działacz Związku Młodzieży Komunistycznej w Polsce/Komunistycznego Związku Młodzieży Polski, uczestnik wojny domowej w Hiszpanii, członek Grupy Inicjatywnej PPR, organizator struktur Polskiej Partii Robotniczej i Gwardii Ludowej na Rzeszowszczyźnie, sekretarz Komitetu Okręgowego PPR w Rzeszowie.

## Życiorys
Po ukończeniu szkoły powszechnej pracował na budowach, a potem w fabryce, gdzie w wieku 17 lat wstąpił do KZMP. W tej organizacji zajmował się głównie kolportażem prasy partyjnej. W 1929 aresztowany za działalność komunistyczną i skazany na 2 lata więzienia. Po wyjściu z więzienia w Rzeszowie, wraz z innymi działaczami komunistycznymi włączył się do odbudowy przerzedzonej aresztowaniami rzeszowskiej organizacji KZMP. W 1936 wyjechał do Hiszpanii, by walczyć w wojnie domowej po stronie republikańskiej. Walczył w XIV Brygadzie Międzynarodowej jako dowódca kompanii. W maju 1938 ciężko ranny w rękę, pozostał nadal na froncie i kierował kompanią. 9 lutego 1939 wraz z innymi członkami Brygad Międzynarodowych internowany we Francji, skąd udało mu się przedostać do ZSRR.
Jesienią 1941 znalazł się w składzie Grupy Inicjatywnej PPR. W nocy z 5 na 6 stycznia 1942 został przerzucony na Rzeszowszczyznę. Organizując PPR na tamtym terenie, oparł się na byłych KPP-owcach i radykalnych ludowcach. Wkrótce utworzył Komitet Okręgowy PPR i został jego sekretarzem, a jednocześnie wchodził w skład Komitetu Obwodowego PPR w Krakowie. Ściśle współpracował z sekretarzem obwodowym PPR, Franciszkiem Malinowskim „Zagórą” i komendantem obwodowym GL, Romanem Śliwą „Weberem”. Wiosną 1942 z jego inicjatywy rozpoczęły działalność pierwsze grupy wypadowe i oddziały partyzanckie GL. Od jesieni 1942 Micał większość czasu spędzał w Krakowie, uczestnicząc w pracach Komitetu Obwodowego PPR i dowództwa Obwodu GL. W styczniu 1943 został aresztowany przez hitlerowców w Krakowie. W połowie 1943 przewieziono go z więzienia na Montelupich do obozu koncentracyjnego Auschwitz. Tam nawiązał łączność z grupą jeńców sowieckich i wspólnie z nimi usiłował zbiec, jednak zginął podczas próby ucieczki.